# Music (logiciel)
Pour les articles homonymes, voir Music.
Music est une série de logiciels de création musicale électronique et de vidéos 3D sur PlayStation.
Ce jeu est édité par Jester Interactive et Codemasters. 
Ce programme ce décline en trois versions :
- Music Creation for PlayStation (PS1)
- Music 2000 ou M2000 (PS1)
- Music 3000 ou M3000 (PS2)